# 宮尾辰男
宮尾 辰男（みやお たつお、1928年2月22日 - 2015年2月24日）は、新潟県中頸城郡中郷村（現上越市中郷区）出身のクロスカントリースキー選手、指導者。

## 来歴
1942年に日本曹達二本木工場に入社。戦後クロスカントリースキーを始め、1952年の国民体育大会クロスカントリースキー成年男子10kmで優勝、30kmで2位となる。1954年の第32回全日本スキー選手権大会クロスカントリースキーでは、個人耐久（40km）で優勝。翌1955年の同大会個人長距離（15km）では、角昭吾（秋田営林局）に次いで2位だったが、同年の国体の成年男子15Kmでは角を抑えて優勝する。
1956年コルチナ・ダンペッツオオリンピックの代表選考委員会では、委員の間で宮尾と角のどちらを選ぶかで意見が分かれたが（当時のクロスカントリースキーの代表枠は1人）、最終的には長距離・耐久の両方に実績のある宮尾が代表に選出された。同オリンピックでは、クロスカントリースキーの個人競技全て（15km、30km、50km）にエントリーし、15kmでは48位、30kmでは28位、50kmでは25位の成績を残した。
その後も、1964年の国体壮年の部で優勝するなど、息の長い活躍を続け、引退後は全日本スキー連盟理事、新潟県スキー連盟副会長などを歴任した。
2015年2月24日、心不全のため上越市内の病院で死去した。87歳。